# Puszczyk plamisty
Puszczyk plamisty (Strix occidentalis) – gatunek ptaka z rodziny puszczykowatych (Strigidae) występujący w skrajnie południowo-zachodniej Kanadzie, zachodnich Stanach Zjednoczonych i Meksyku.

## Wygląd
Brązowe upierzenie z biało nakrapianą głową. Białe plamki mogą też występować na innych częściach ciała. Barwa piór różni się w zależności od terenu występowania sowy – im bardziej na zachód, tym upierzenie jest ciemniejsze. Ptaki te mierzą ok. 45 cm i ważą 518–760 g. Samice są większe od samców.

## Tryb życia
Puszczyki plamiste są drapieżnikami, polują na wszystko, co uda im się schwytać. Zjadają głównie małe ssaki (w tym nietoperze), ptaki, a także duże owady. Do zlokalizowania ofiary używają zazwyczaj słuchu. Jak większość sów, ptaki te prowadzą nocny tryb życia. Nie boją się ludzi i często mieszkają w pobliżu ludzkich osiedli.

## Rozmnażanie
Puszczyki plamiste są monogamiczne, obydwoje rodzice opiekują się pisklętami. Okres lęgowy trwa od marca do września. Gniazdo budują na drzewach lub skałach, dbając przy tym, by leżało one w zacienionym miejscu. Często zajmują opuszczone gniazda innych ptaków. Samica składa 2–3 białe jaja, które następnie wysiaduje przez miesiąc. Dostarczaniem pożywienia pisklętom zazwyczaj zajmuje się samiec, choć samica pomaga mu, gdy jedzenia jest niewiele. Puszczyki osiągają dojrzałość płciową w wieku roku, choć zazwyczaj pierwsze młode wychowują w wieku dwóch lat. Najstarszy znany puszczyk plamisty żył 21 lat.

## Podgatunki
Międzynarodowy Komitet Ornitologiczny (IOC) wyróżnia 4 podgatunki S. occidentalis:
- puszczyk stokowy (S. occidentalis caurina) (Merriam, 1898) – południowa Kolumbia Brytyjska (Kanada) do północnej Kalifornii (USA)
- puszczyk plamisty (S. occidentalis occidentalis) (Xántus, 1860) – południowa Kalifornia (USA) i północna Kalifornia Dolna (Meksyk)
- puszczyk jasny (S. occidentalis lucida) (Nelson, 1903) – południowo-zachodnie USA do centralnego Meksyku
- S. occidentalis juanaphillipsae Dickerman, 1997 – centralny Meksyk

Autorzy Handbook of the Birds of the World uznawali jedynie trzy pierwsze z powyższych podgatunków.

## Status
Międzynarodowa Unia Ochrony Przyrody (IUCN) uznaje puszczyka plamistego za gatunek bliski zagrożenia (NT – Near Threatened). W 2004 roku liczebność populacji szacowano na 15 tysięcy dorosłych osobników. Trend liczebności populacji uznaje się za spadkowy.